# 원자적 행위
원자적 행위(atomic action)의 기본적인 의미는 더 이상 나누어질 수 없는 하나의 행위이다. 컴퓨터 과학에서는 수행 도중 중단될 수 없는 하나의 동작 단위를 뜻하며, 운영 체제와 데이터베이스 분야에서 이 용어를 자주 쓴다.
예를 들어 하나의 프로세서 명령어(instruction)가 수행 중이라면, 어떤 인터럽트가 발생하더라도 그 명령어의 수행은 중단되지 않으며, 프로세서는 그 명령어의 수행이 종료된 이후에 인터럽트를 처리할 것이다. 그러므로, 개별 프로세서 명령어들은 각각 원자적 행위라 할 수 있다. 이 개념은 프로세스 동기화와 상호배제 측면에서 매우 중요하다.
데이터베이스 분야에서의 트랜잭션도 원자적 행위 중의 하나인데, 이는 본래 원자성이 없는 명령어들을 묶어 원자성을 가진 실행 단위로 만든 것이라 할 수 있다. 트랜잭션을 수행하는 도중에 중단 요청이 발생하면 그 종류에 따라 트랙잭션을 모두 수행 후에 그 인터럽트를 처리하거나, 또는 트랜잭션 수행이 시작되기 이전 지점으로 복구한다.

## 같이 보기
- 원자성
- ACID